# Ormosia mesocera
Ormosia mesocera là một loài ruồi trong họ Limoniidae. Chúng phân bố ở miền Tân bắc.